# The Doctor (The Doobie Brothers)
The Doctor is een nummer van de Amerikaanse band The Doobie Brothers. Het is de eerste single van hun tiende studioalbum Cycles uit 1989. Op 3 mei dat jaar werd het nummer eerst op single uitgebracht in de VS en Canada. Op 10 juni volgde Europa en op 10 juli Australië, Nieuw-Zeeland en Japan.

## Achtergrond
"The Doctor" was het eerste Doobie Brothers-nummer waarop Tom Johnston de leadvocalen verzorgt, nadat hij de band in de jaren '70 voor een tijd had verlaten. De plaat werd een hit in Noord-Amerika, Oceanië, Japan, Duitsland, het Verenigd Koninkrijk en het Nederlandse taalgebied. Daarmee was het de laatste hit die de Doobie Brothers scoorden. 
In thuisland de VS behaalde de plaat de 9e positie in de Billboard Hot 100, in Canada de 14e, Australië de 38e, Nieuw-Zeeland de 19e, Duitsland de 52e en in het Verenigd Koninkrijk de 73e positie in de UK Singles Chart. De plaat piekte in Japan op een 2e positie. 
In Nederland was de plaat op zondag 18 juni 1989 de 279e Speciale Aanbieding bij de KRO op Radio 3 en werd een radiohit in de destijds twee hitlijsten op de natiomale publieke popzender. De plaat bereikte de 37e positie in de Nationale Hitparade Top 100 en piekte op de 26e positie in de Nederlandse Top 40.
In België bereikte de plaat  de 25e positie in de voorloper  van de Vlaamse Ultratop 50 en de 16e positie in de Vlaamse Radio 2 Top 30. In Wallonië werd géén notering behaald.